# Saint-Gingolph, Valais

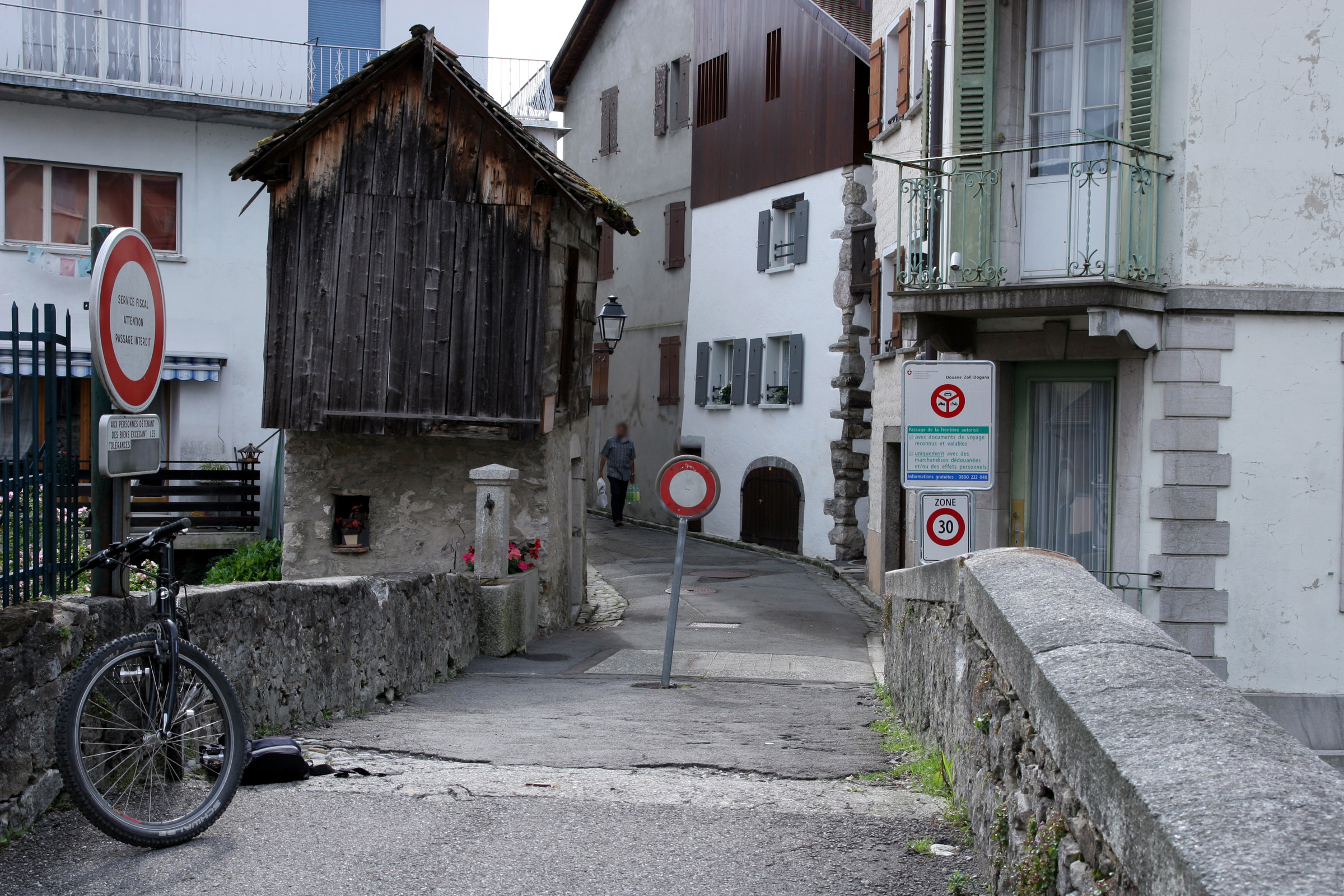
Gränsen mellan Schweiz och Frankrike i Saint-Gingolph.

Saint-Gingolph (frankoprovensalska: Sent-Gingolf/Sent-Gingœlf) är en ort och kommun vid Genévesjön i distriktet Monthey i kantonen Valais, Schweiz. Orten är den schweiziska delen av samhället Saint-Gingolph som sträcker sig över gränsen mellan Frankrike och Schweiz. Kommunen på den franska sidan är Saint-Gingolph, Haute-Savoie. Saint-Gingolph har 1 049 invånare (2023).